# 撒梅族
撒梅族是彝族（或羅羅）的一個支系，目前主要分佈在雲南省昆明市東郊大麻苴、小麻苴、海子村、白土村、大普連、小普連、大小高坡、大板橋、青龍村等地。由於該族群距離昆明僅14公里，加之所在區域與漢族雜居長期浸入漢族文化，本民族文化習俗大多漢化。顧大多數「撒梅人」都能使用漢語，但1930年代可見的老彝文目前基本上已經喪失，僅有「撒梅語」還用於族人之間交流得以傳承。近年來由於彝漢通婚，諸多家庭父母中有一方為漢族，家庭交流中「撒梅語」基本上無法通用，使得通婚家庭的子女無機會學習「撒梅語」，該語言亦逐漸「失傳」。
關於該族群最為詳細的專題著作為香港中文大學人類學系謝劍所著《昆明東郊的撒梅族》一書，該書記錄了「撒梅族」的部族歷史、人口、家族、婚姻、親屬制度等資料，也是目前針對該族群唯一的專題著作。